# 1510年インフルエンザの世界的流行
1510年インフルエンザの世界的流行（1510ねんインフルエンザのせかいてきりゅうこう）では、1510年にアフロ・ユーラシア大陸の広範囲で発生したインフルエンザの大流行（パンデミック）について述べる。この年、アジアで急性の呼吸器感染症が発生し、北アフリカやヨーロッパへと伝播した。これは中世の歴史家や疫学者らにより記録された初めての地域間流行性感冒大流行であった。現代においてインフルエンザとして知られる感染症に似た症状は、遅くともカール大帝の時代から記録されており、1357年の流行で初めて「インフルエンザ」という名前で呼ばれているが、この疾患が病理的に説明されたのは1510年の大流行が初めてである。その背景には、活版印刷機の発明による情報共有技術の発達があった。なお大流行当時のフランスやシチリアでは、この疫病はもっぱら「コクリュシュ」（フランス語: coqueluche、現代では百日咳にあてられる単語）あるいは「コッコルーチョ」（イタリア語: coccolucio）という名で呼ばれており、近世ヨーロッパではこれらが最も知名度のある名称であった。インフルエンザの大流行は各国政府、教会、社会をひどく混乱させた。ほとんど世界的な流行を見せ、致死率は1パーセントほどであった。

## アジア
1510年に流行したインフルエンザの発生元は東アジア、おそらく中国であったと考えられている。 17世紀ドイツの医学者グレゴリウス・ホルスティウスは著書Operum medicorum tombus primus (1661)の中で、この感染症はアジアから交易路を通じて拡大し、中東や北アフリカを襲ったと述べている。19世紀ドイツの医者・医療作家であるユストゥス・ヘッカーも、他の時期のインフルエンザ大流行と同様、1510年もアジアから発生していたのだろうと指摘している。

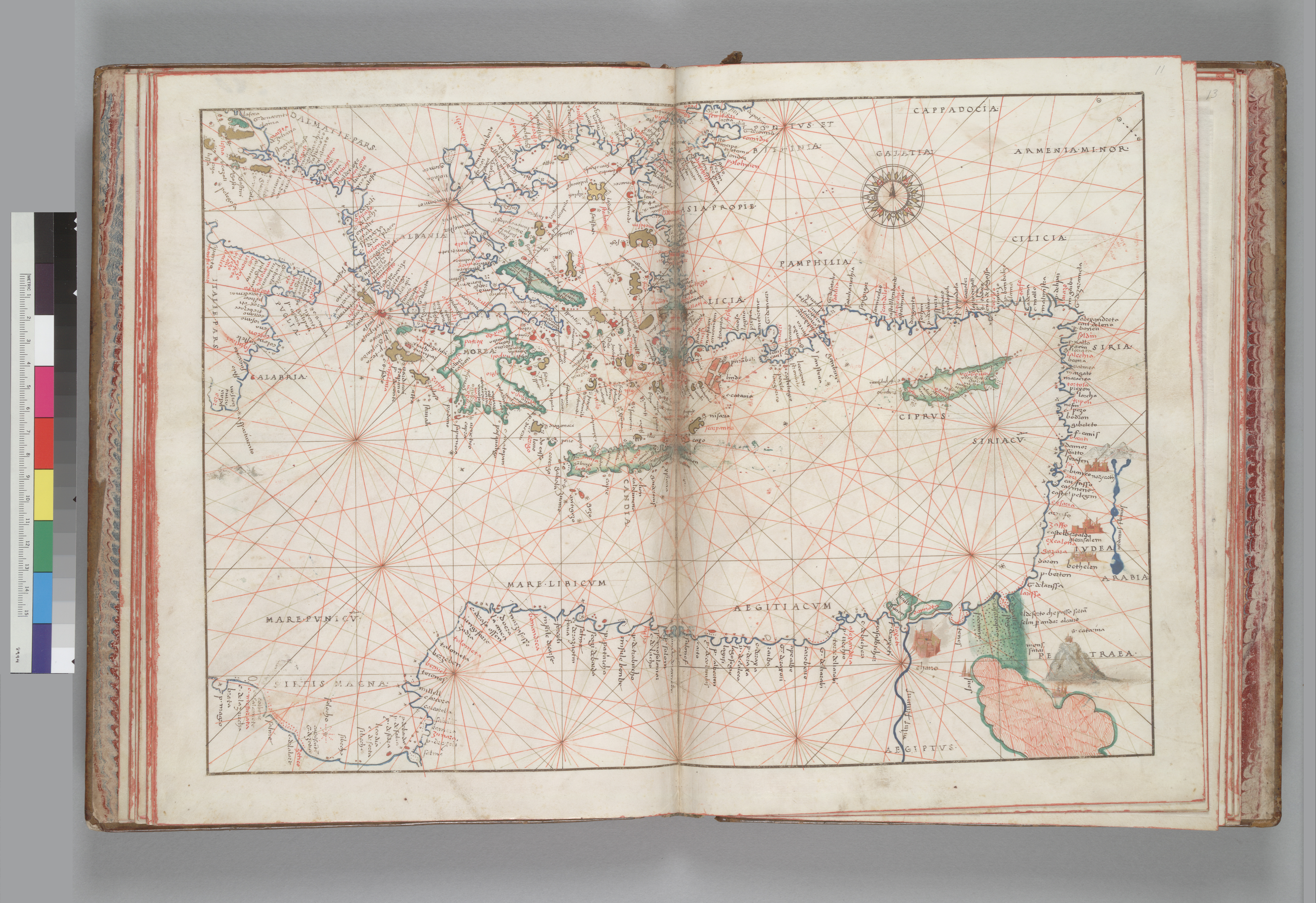
1550年にイタリアで製作された東地中海の地図

## アフリカ
1510年のインフルエンザは、ヨーロッパよりも先に北アフリカへと広まった。そこから地中海を渡り、マルタ島を経由して大陸間感染を起こしたとみられている。18世紀イギリスの医学史家トーマス・ショートは、「アフリカのメリテ (Melite)島」がヨーロッパへの感染拡大の起点であったとしている。

アフリカで感染した船乗りたちがマルタを経由し、船乗りたちが感染拡大を起こしたとみられている。

## ヨーロッパ
ヨーロッパでも、インフルエンザは都市間の人々のネットワークやそれ自体の高い接触感染力のために急速に感染を拡大した。1510年のインフルエンザは、ヨーロッパ中の宮廷、教会業務、社会生活を混乱に陥れた。同時代の年代記者やその記述を読んだ者は、そのあらゆる人々を一斉に襲った感染症の特性を指摘している。これは、星や寒気の"影響"により起きる感染症なのだという認識を産み、「インフルエンザ」(イタリア語: influenza)という名称の語源にもなった。トリノの医者・教授であるフランチェスコ・ヴァレリオーリ（ヴァレリオラ）は、1510年の疫病の特徴を「呼吸の圧迫、声枯れ、……悪寒。その後まもなく、煮えた体液が肺を満たす。」などと記録している。また彼を始めとする医者の記述に拠れば、1510年の疫病は子供や失血した者が死に至りやすいと報告している。法学者のフランチェスコ・ムラルトは「この病は1日に千人のうち十人を殺す。」と記録しており、致死率がおよそ1パーセントであったことを示している。

### シチリア・イタリア諸国

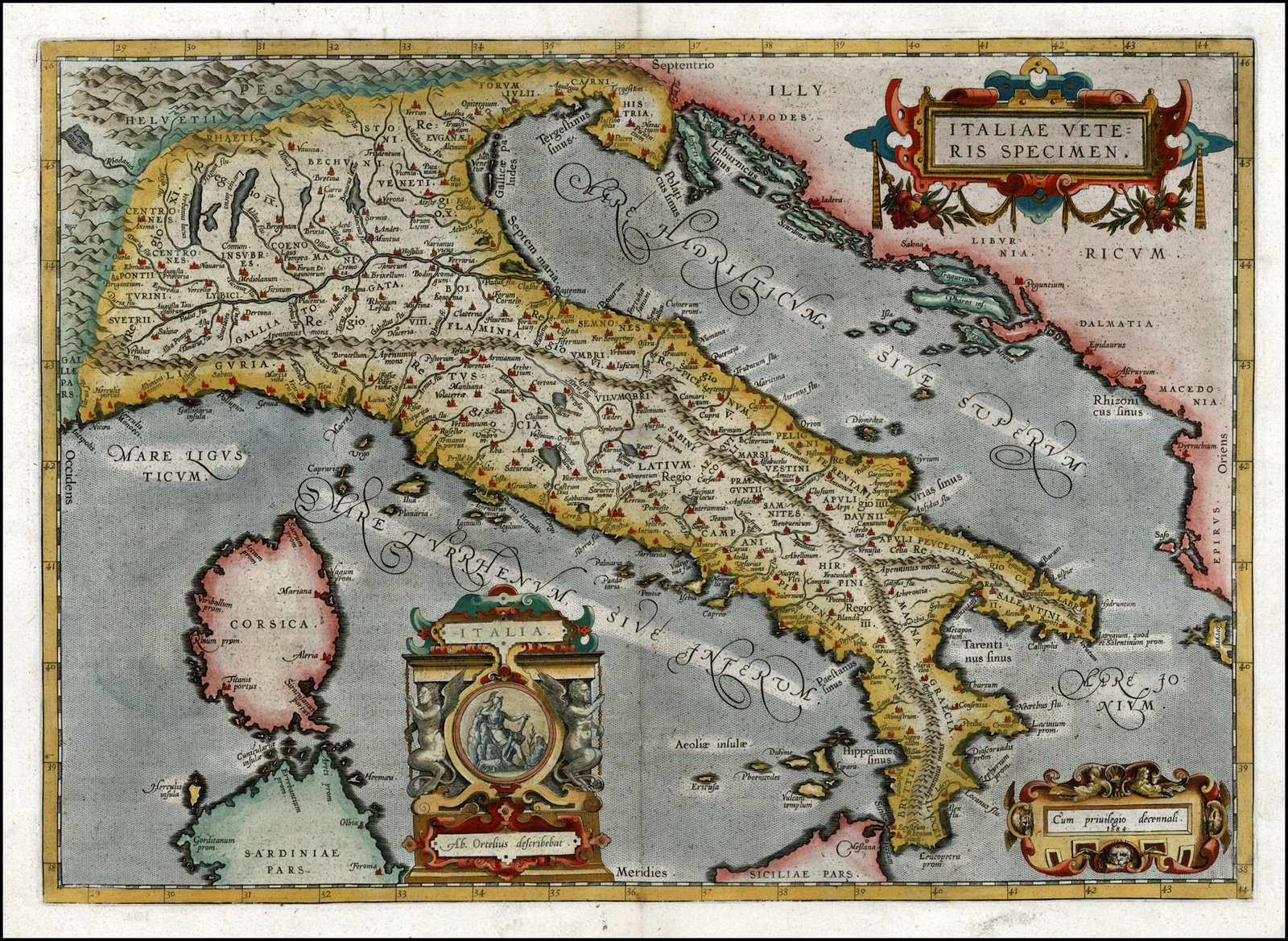
マルタからシチリアに上陸したインフルエンザは、イタリア半島沿岸に急速に広がっていった。

7月、シチリアでインフルエンザの報告が現れ始めた。マルタ島から感染者を乗せた商船が到着した後のことだった。シチリアではこの疫病は、感染者が被った頭巾からとってコッコルーチョ（coccolucio、原義は修道士の僧帽の一種）と呼ばれた。イタリアや南仏の地中海沿岸には、マルタ島から来た商船を通じて急速にインフルエンザが伝播していった。 
エミリア＝ロマーニャでは、トマシーノ・デ・ビアンキが1510年7月13日のモデナにおける初めての快復例を報告している。これによれば、この街には「3日間高熱と頭痛があり、その後さらに酷くなる病気が存在し……しかしおそらく8日間ひどい咳が続いた後で、彼らは快復する」。彼の示したデータから見るに、このエミリア＝ロマーニャで6月後半もしくは7月前半に最初の流行を見せた疫病は、1-4日間潜伏してから発症していたことが推測できる。教皇ユリウス2世は、ローマや教皇庁で発生した感染爆発を「神の怒り」だと見なした。

### 中央ヨーロッパ

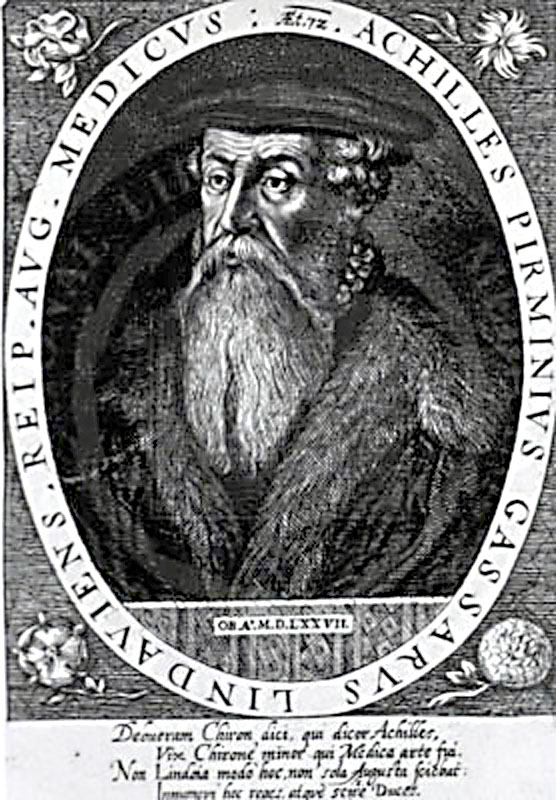
南ドイツの医師アキレス・ガッサーは、「カタル熱」の流行を報告している。

疫病はアルプス山脈を越えてスイスや神聖ローマ帝国に侵入した。スイスではメリンゲンの年代記者がこの疫病をグルッピー(das Gruppie)と呼んでおり、この通称はドイツ語圏で広く使われるようになった。この呼吸器系を侵す疫病は6月にはアールガウ州を襲い、住民たちは鼻かぜ、咳、疲労といった症状の病に倒れた。ドイツの医師アキレス・ガッサーは、神聖ローマ帝国南部の諸国に致死的な疫病が蔓延しており、街々や「すべての人間」に枝を伸ばしていると報告している。
1510年8月24日付のアンドレ・ド・ブルゴの書簡によれば、神聖ローマ皇帝マクシミリアン1世とフランス王ルイ12世が会談した際、ルイ12世は「コクリュシュ」が酷く話すこともできず、マクシミリアン1世の皇女でネーデルラント総督を務めていたマルグリット・ドートリッシュが仲介に入らねばならなかったという。インフルエンザは神聖ローマ帝国から北欧やバルト地方、西へはフランスやイングランドへも伝播した。

### フランス

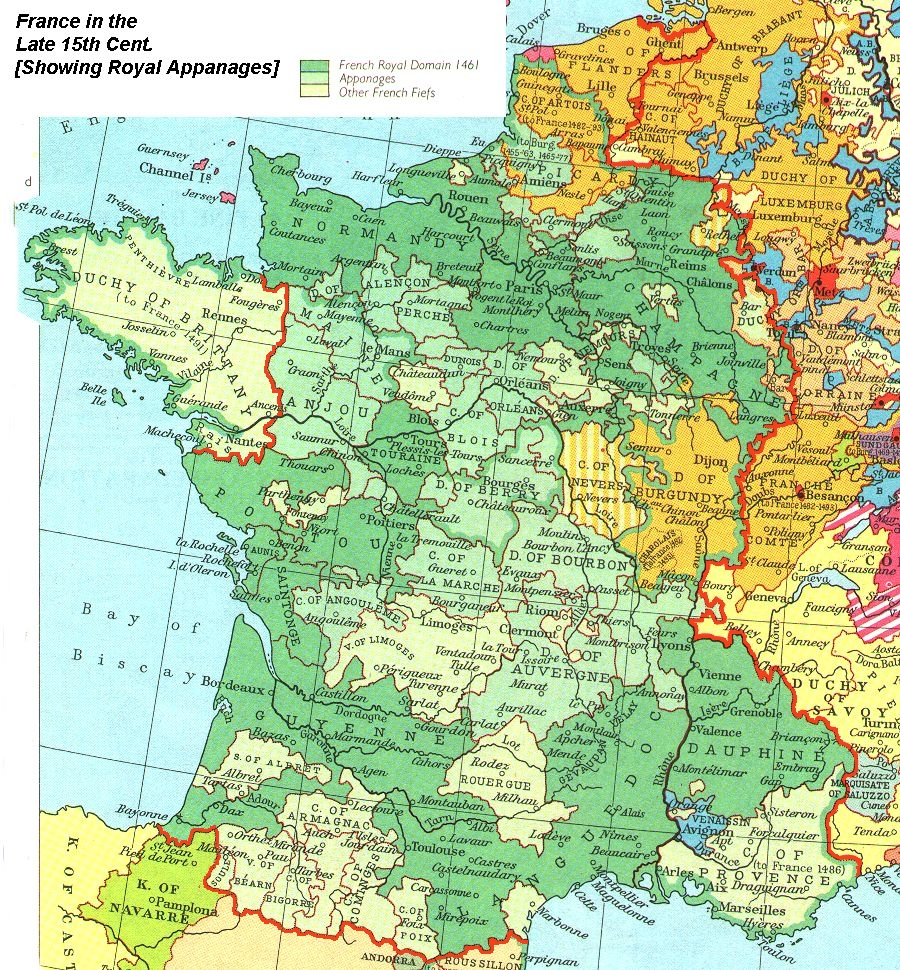
15世紀後半のフランス王国。インフルエンザはまずフランス南部の地中海沿いの港町に上陸し、次いで東方からもアルプス山脈を越えて侵入してきた。

フランス王国では、インフルエンザはまずシチリア島から来た水夫を介してマルセイユやニースの港に上陸し、国際的に人が集まってくるこの街々で急速に蔓延していった。7月には、商人、巡礼者、その他さまざまな旅人たちに媒介され、南方や東方から西地中海へと広がっていった。フランスの医者たちはこの伝染病を"cephalie catarrhal"（頭部カタル）と呼んでいたが、一般には「コクリュシュ」という名がより広く用いられた。17世紀の歴史家フランソワ・ウード・ド・メズレによれば、コクリュシュという語は1410年代の大流行の際に生まれたもので、この時に患者が修道僧の僧帽の一種コクリュション（coqueluchons）に似た頭巾をかぶっていたのが由来であるという。フランスの外科医アンブロワーズ・パレは、流行している伝染病を「リューマチ的な頭部の苦痛……心臓や肺の締め付けを伴う。」と説明している。8月にはトゥールに達し、9月にはフランス中へ伝播し、全国で患者が報告されるようになった。フランスの詩人・歴史家でルイ12世の宮廷につかえていたジャン・ブシェは、疫病が「フランス王国の全体に、町でも田舎でもあらゆるところに現れた。」と書き記している。
「コクリュシュ」患者は、フランス各地の病院を埋め尽くした。ルイ12世は1510年9月に司教・高位聖職者・大学教授らを集め全国会議を開催しようとしていたが、これもパリで疫病が猛威を振るったため延期された。フランス王アンリ3世に仕えた医師ジャン・フェルネル（フェルネリウス）は、後の1557年に流行したインフルエンザと1510年の疫病大流行を比較して、どちらもあらゆる人を襲い、熱が出たり頭が重くなったり深い咳が出たりする症状が見られたとしている。「1510年の疫病(peste)」の最盛期には、最大で1日に1000人のパリ住民が命を落とした。ド・メズレによれば、疫病の影響で裁判所や大学の機能が停止し、1510年の疫病は他の国と比べてフランスで最も広く伝播し深刻な被害をもたらしたという。

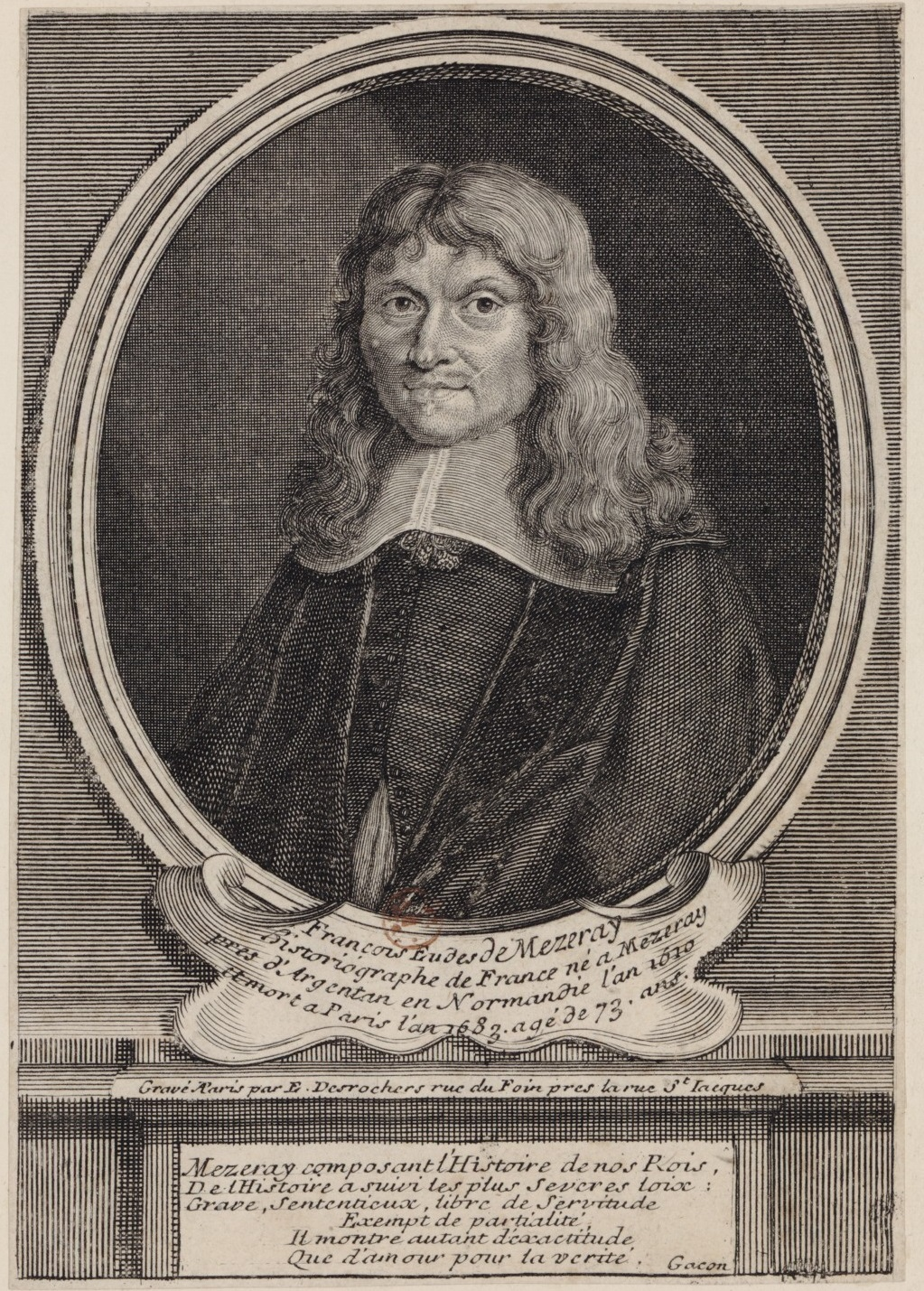
17世紀の歴史家フランソワ・ウード・ド・メズレは、1510年のインフルエンザ流行当時の史料原文を参照していた。

フランス王の親友だったジョルジュ・ダンボワーズ枢機卿は、この時流行ったインフルエンザにより没したとされることもある。というのも、彼は1510年にリヨンに到着してから急速に体調を崩していたからである。ダンボワーズは5月22日ごろに秘跡を受け、25日に亡くなった。ただ一般に知られるインフルエンザの到来よりは少し早いため、実際の死因が痛風かインフルエンザか確定しない部分もある。フランスで「コクリュシュ」という言葉が言及され始めるのは、その年の8月になってからであった。

### ブリテン諸島
イギリスの医学史家チャールズ・クレイトンは、イングランドに1510年のインフルエンザが渡っていたことを示す外国史料が一つあると主張しているが、詳しく説明しているわけではない。ジャン・フェルネルとアンブロワーズ・パレは、1510年のインフルエンザが「ほとんど世界すべての国々」に広まったとしている（ただしアメリカ大陸のスペイン領は考慮されていない）。過去の医学史家たちが残した記録をもとにした歴史上のインフルエンザパンデミックの疫学研究によると、イングランドには実際に1510年にインフルエンザが上陸しており、「胃痛」 （gastrodynia）のような症例が報告されていたり、家畜の牛に特筆に値するほどの疫病が蔓延していたという。また1510年のインフルエンザはアイルランドにも達したという記録がある。

### イベリア半島

16世紀のイベリア半島地図。インフルエンザは、アルプス山脈到達とほぼ同時期にスペインやポルトガルにも侵入していた。

インフルエンザは、イタリアに達してから間もなくイベリア半島にも上陸した。スペイン、ポルトガル、イタリアの間には貿易や巡礼などで活発な人的交流があったからである。ポルトガルでインフルエンザの症例が報告され始めたのは、神聖ローマ帝国でのそれとほぼ同時期だった。スペインの諸都市も、1510年の疫病により「人口が減少した」と伝えられている。

## アメリカ大陸

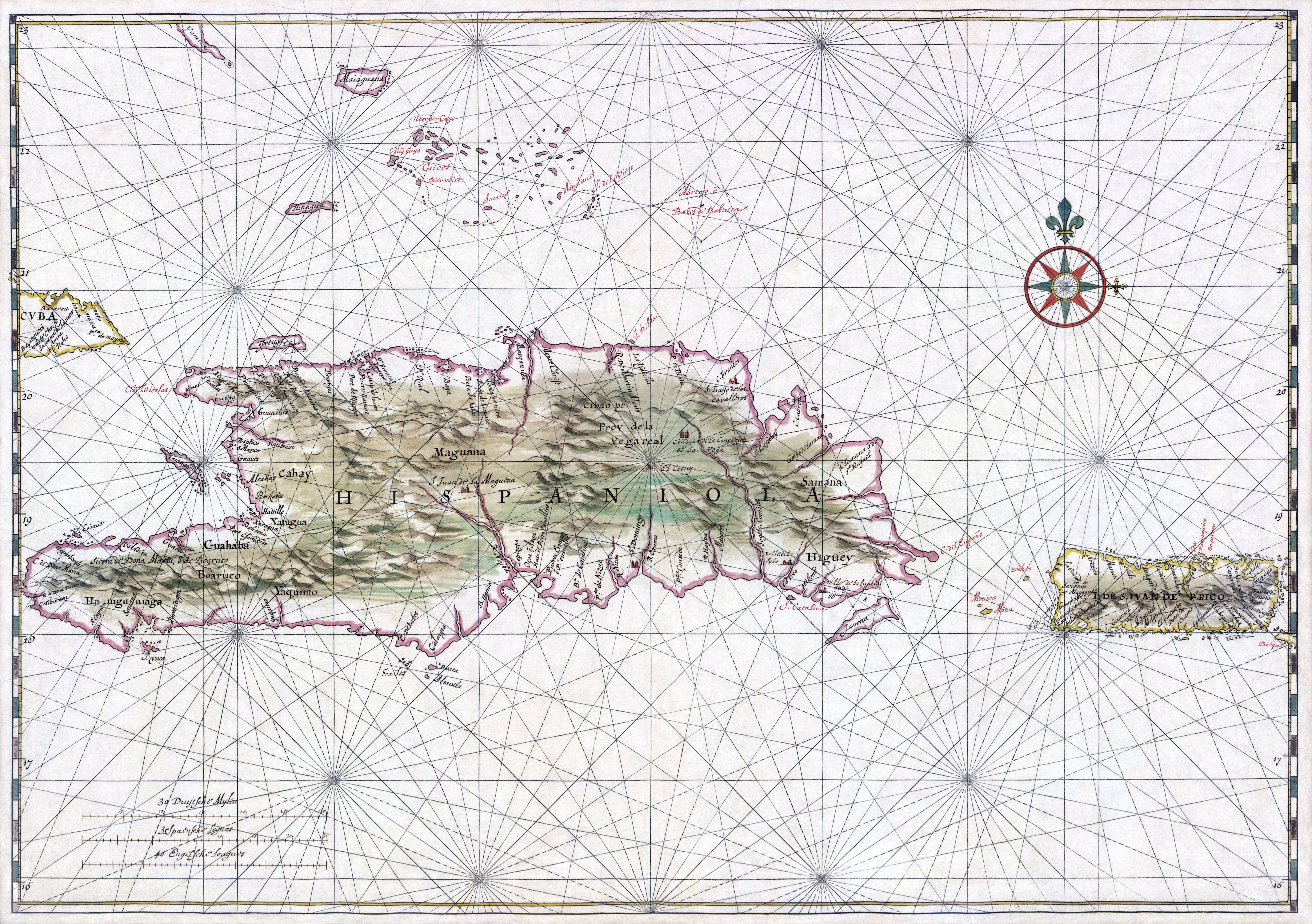
サント・ドミンゴ（イスパニョーラ）島。この島は1493年のインフルエンザ大流行により深刻な被害を出していた。

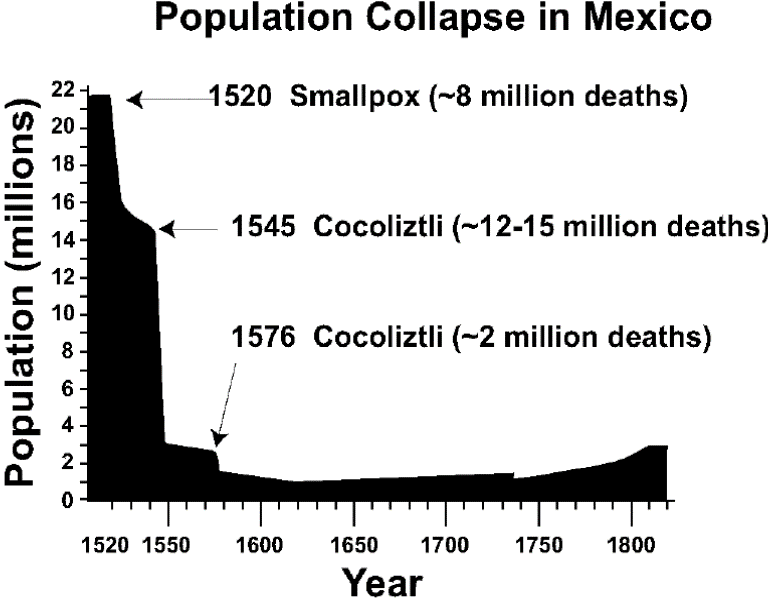
メキシコ中部の人口推移。16世紀に起きた疫病の大流行のたびに、甚大な人口減少が起きていた。

この時期には、スペインが大西洋を越えて、アメリカ大陸との間で船舶を行き来させていた。しかし1510年に新世界でインフルエンザが流行したとする記録は残っていない。なお初めて新世界でインフルエンザの流行があったと記録されたのは、1493年のイスパニョーラ島（現在のハイチとドミニカ共和国）におけるものである （カリブ海地域への疫病流入）。ただ、1490年代から1500年代前半にかけては、スペインが持ち込んだ伝染病（特に天然痘）がアメリカ先住民の急激な人口減少を引き起こしている。

## 薬と治療
当時、インフルエンザの治療法とされたものの一つに、後頭部や肩を焼いて水膨れを作らせるというものがあった。またフランスのパレは、瀉血や瀉下薬の投与が広く行われていたとしたうえで、それらの治療は1510年のインフルエンザ患者に対しては危険な処置であるとも指摘していた。眼窩上の痛みや視覚障害といった症状も「コクリュシュ」の症状とされており、こうした症状が出た患者は強い光を避けるためフードを被ったようである。18世紀イギリスの医者トマス・ショートによれば、1510年のインフルエンザ流行時の治療のため、「アルメニア粘土(Bole Armoniac)、油のような液体薬、胸の症状用のトローチ、煎じ薬」が服用された。

## 1510年インフルエンザの起源
ユストゥス・ヘッカーやジョン・パールキンは、1510年インフルエンザの起源は東アジアにあったと考えた。歴史上、他のインフルエンザパンデミックも多くが東アジアから起こっていたからである。1661年のグレゴル・ホルストの記述にも、1510年の疫病は貿易路を通じて東アジアからアフリカへ伝播し、その後ヨーロッパに至ったとある。インフルエンザウイルスが世界的流行を起こす際の一つのパターンとして、アジアで渡り水鳥が水源に集結し、そこに人間や家畜も来ることで種を超えた伝染を起こし、同時に抗原シフトを起こして、免疫を持つ人間が少ないウイルスが出現し感染拡大する、というものがある。ヨーロッパの年代記者たちは、1510年のインフルエンザがヨーロッパより先に北アフリカに出現していたことに気づいていた。医学史家の中には、この時にウイルスがさらなる変異を遂げた可能性を指摘している。というのも、北アフリカの一部地域は渡り鳥の移動経路（アフリカ―西アジア、黒海―地中海）に被っており、パンデミックを起こしたインフルエンザウイルスが遺伝子再集合を引き起こす危険性が高まっているからである。

## 疫病の症状と正体
1510年の「コクリュシュ」がインフルエンザであったというのは、近代以降の伝染病学者や医学史家の間での定説となっている。百日咳であったとする説もあるが、これは信憑性が薄い。というのも、成人患者がしばしば「急激な」症状に見舞われていたという記録が、同時代のドンマジーノ・デ・ビアンキやヴァレリオラによって記録されているからである。具体的には、3日間の高熱、頭痛、衰弱、睡眠障害、食欲減退、譫妄、咳（特に5日目から10日目にかけて激しくなる）、肺鬱血があり、2週目に緩やかに回復するというものである。一方で百日咳を発症した成人は、数週間咳が続きながら症状が重くなり、その後の回復も数か月を要する。専門家が1510年のコクリュシュをインフルエンザに同定している理由としては、急激な症状、爆発的な感染拡大、回復傾向の特徴が挙げられる。なお最初の百日咳の大流行は、ギヨーム・ド・バイユーが記録した、1578年のパリで起きた疫病流行であると考えられている。